# Akta
Akta Barnsäkerhet AB var ett framgångsrikt barnsäkerhetsföretag som grundades av Robert Bell och Stefan Westius år 1974.
Bolaget bedrev såväl konsumentförsäljning som egen tillverkning och lanserade cykelhjälmen i frigolit år 1980 samt blev på 1980-talet mycket stor på marknaden för bilbarnstolar. Bolaget köptes upp av Electrolux på 1980-talet och 1989 lämnade Robert Bell VD-posten och han startade sedermera företaget Britax i Sverige.
Numera är bolaget namnändrat och ägs av Graco och kontrolleras alltså inte längre av svenskarna. Varumärket kallas numera AktaGraco.